# Plusfour

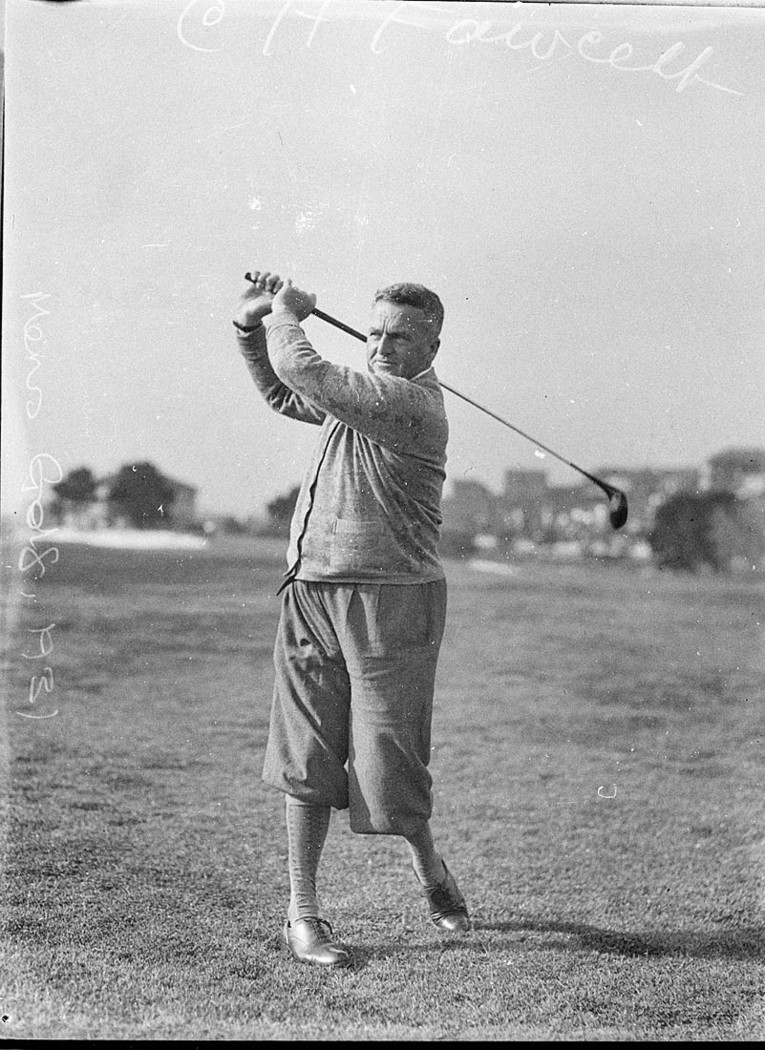
Golfer in plusfour (1931)

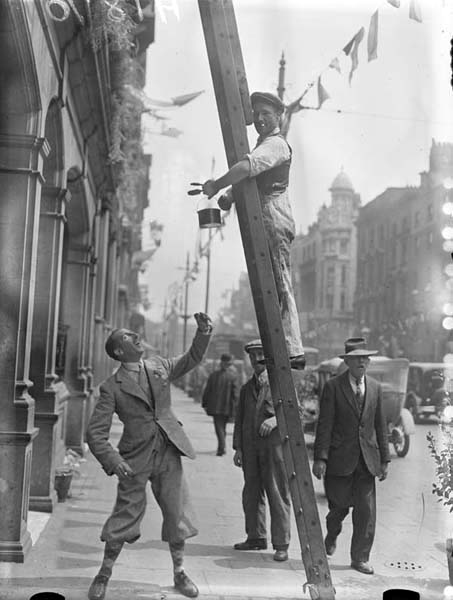
Man uit Dublin in plusfour (1932)

Een plusfour is een over de knie vallende pofbroek die met name door mannen werd gedragen. Hij is iets langer dan de knickerbocker en reikt tot ongeveer 4 duim (circa 10 cm) onder de knie, hetgeen de naam van het kledingstuk verklaart.
De knickerbocker raakte na ongeveer 1860 in de mode en werd gewoonlijk geassocieerd met golfers. 
De Plusfour werd in de jaren twintig geïntroduceerd. Ondanks de Engelse herkomst van zowel de broek als de naam, spreekt men het woord gewoonlijk op zijn Frans uit, als /ply(s)fu:r/.
In de Verenigde Staten werd de plusfour geïntroduceerd door de latere koning Eduard VIII tijdens een diplomatieke missie in 1924. 
Het inmiddels uit de mode geraakte kledingstuk stond in Nederland ook wel bekend onder de minder exotische benamingen drollenvanger en HBS-luier'. 
Voor de oorlog droegen studenten ook dit kledingstuk. Een bekende drager van de plusfour is de stripfiguur Kuifje.
De plusfour werd voor de oorlog vooral gedragen als overgang van de korte broek van de lagere schoolleeftijd, naar de lange broek die omstreeks het begin van de volwassenheid werd aangetrokken. Tegenwoordig is dit kledingstuk uit het straatbeeld verdwenen. 